# Piste des bisons

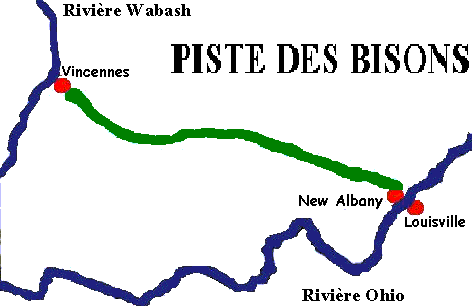
Tracé de la piste des bisons.

La Piste des bisons (en anglais : Buffalo Trace) fut un parcours empruntés par les troupeaux de bisons lors de leurs migrations saisonnières depuis des siècles.
Cette piste migratoire reliait la rivière Ohio, à la limite de la Réserve naturelle des chutes de l'Ohio et de la ville de Louisville, à la rivière Wabash. Elle traversait les États actuels du Kentucky, de l'Indiana, et de l'Illinois.  
La piste des bisons est également connue sous les noms de Vincennes Trace, Louisville Trace, Clarksville Trace, Old Indian Road.
Au tout début du XVIIIe siècle les Français contrôlaient les deux extrémités de la piste des bisons. Ils fondèrent un poste de traite sur les rives de la rivière Wabash à l'Ouest de cette piste. Tandis qu'un poste avancé, nommé La Belle était établi sur la rivière Ohio à l'Est de cette même piste. 
En 1730, le commandant François-Marie Bissot de Vincennes, pour le territoire de l'Indiana situé en Nouvelle-France, établit un fort français, le Fort Vincennes, sur la rive de la rivière Wabash, devenu la ville de Vincennes dans l'Indiana pour sécuriser les limites orientales de la Louisiane française.
De nos jours un large tronçon de cette piste est encore visible dans le comté d'Orange près du gisement de sel de French Lick par lequel les animaux venaient se ressourcer en sodium lors de leurs transhumances.